# Fairfield Bay
Fairfield Bay est une municipalité située à cheval sur le comté de Cleburne et le comté de Van Buren, dans l'État de l'Arkansas aux États-Unis.

## Démographie
| 2000  | 2010  | - | - | - | - |
| ----- | ----- | - | - | - | - |
| 2 460 | 2 338 | - | - | - | - |